# یانیق‌پایه
یانیق‌پایه (به لاتین: Yanıqpəyə) یک منطقه مسکونی در جمهوری آذربایجان است که در شهرستان تووز واقع شده است.